# Mauer-Felsenblümchen
Das Mauer-Felsenblümchen (Draba muralis) ist eine Pflanzenart aus der Gattung Felsenblümchen (Draba) innerhalb der Familie der Kreuzblütler (Brassicaceae).

## Beschreibung

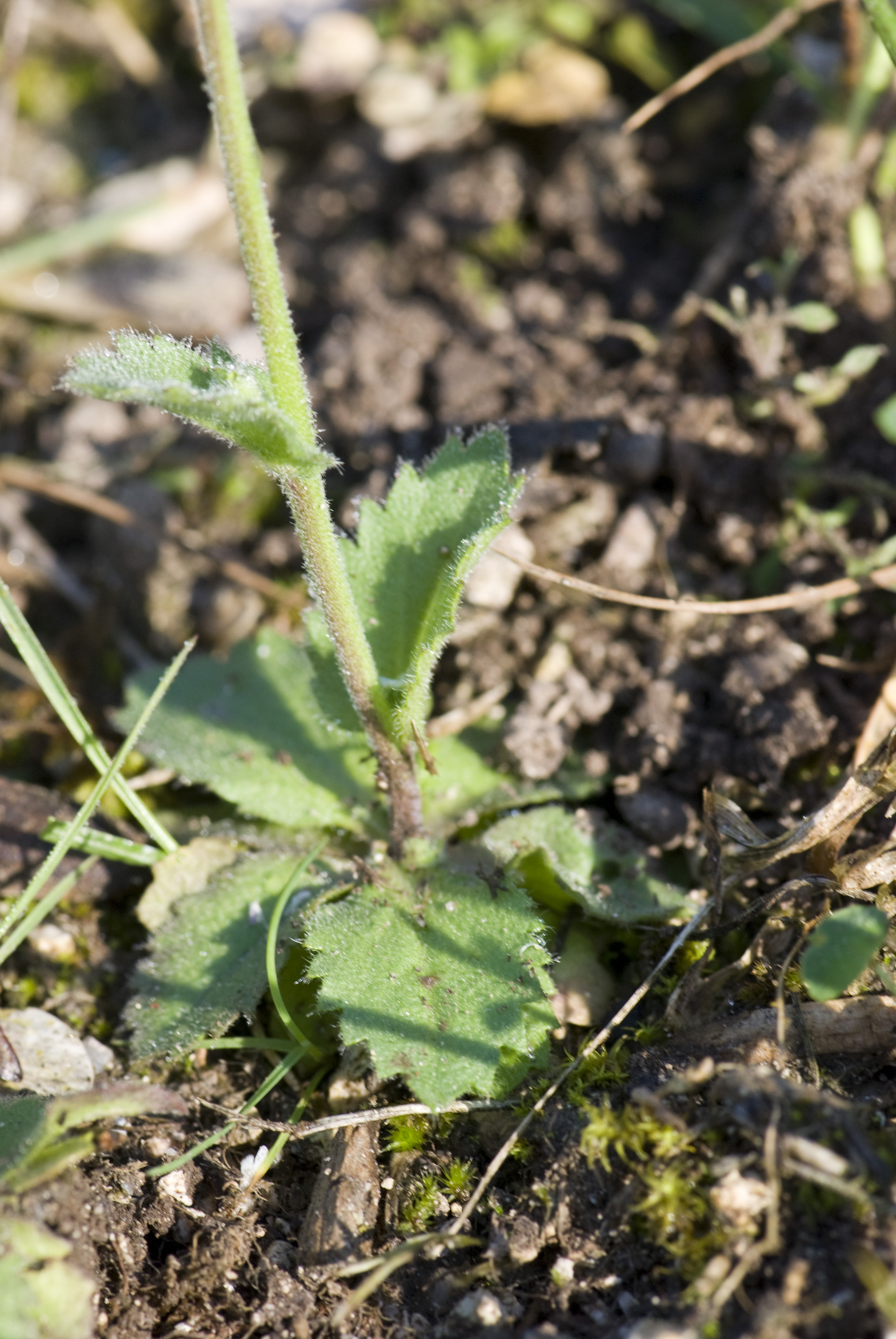
Blattrosette und Stängel

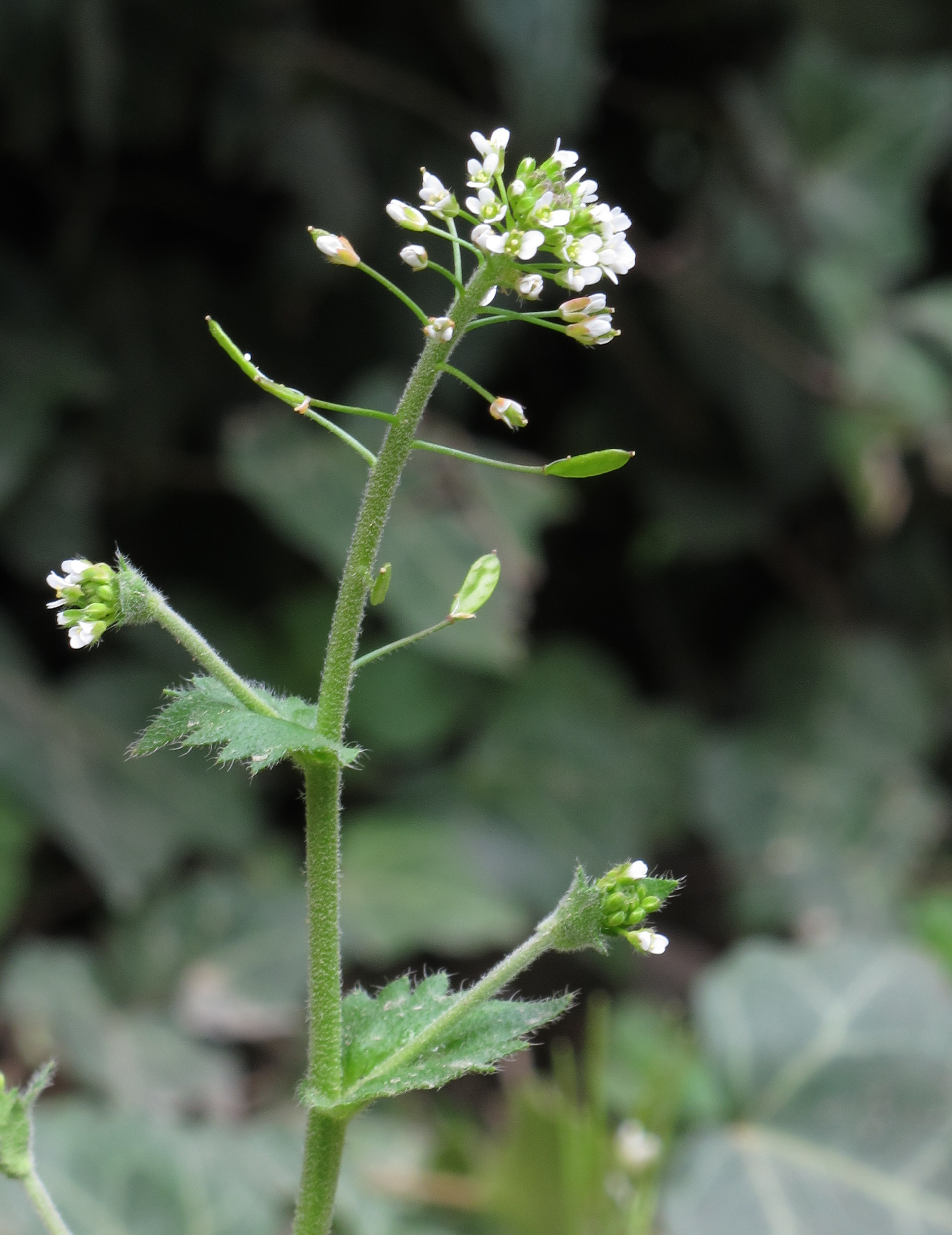
Blütenstand

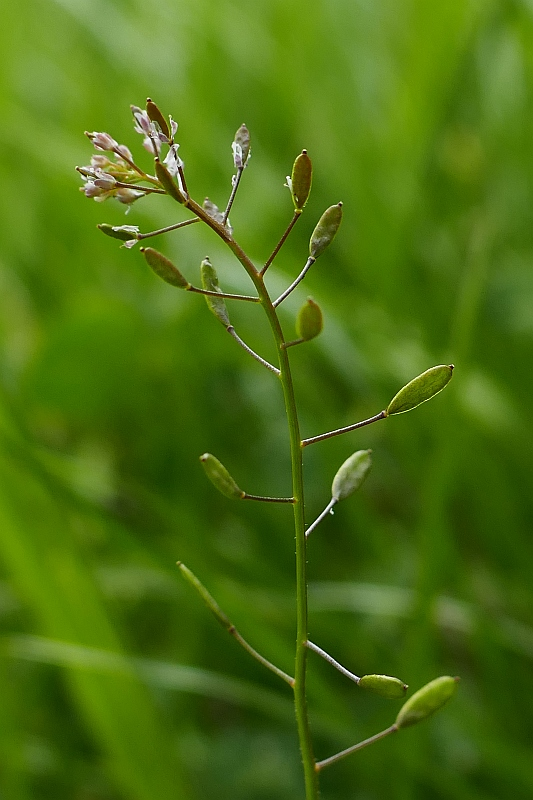
Fruchtstand

### Vegetative Merkmale
Das Mauer-Felsenblümchen ist eine ein- bis zweijährige krautige Pflanze und erreicht Wuchshöhen von 10 bis 30, selten 40 Zentimetern. Die Stängel sind mit drei- bis fünfstrahligen Sternhaaren besetzt.
Neben den Grundblättern tragen die Stängel mehr als drei Stängelblätter. Die Blattspreiten der Rosettenblätter sind bei einer Länge von 1 bis 4 Zentimetern verkehrt-eiförmig und in einen kurzen Stiel verschmälert. Die Stängelblätter sind halbstängelumfassend, am oberen Ende grob gezähnt und mit drei- bis fünfstrahligen Sternhaaren besetzt. Die Blattoberseite ist meist mit einfachen Trichomen und die -unterseite mit verzweigten Trichomen behaart.

### Generative Merkmale
Die Blütezeit reicht von April bis Juli. Der anfangs schirmtraubige Blütenstand enthält meist mehr als 20 Blüten und streckt sich bis zur Fruchtzeit zu einem ziemlich lockeren traubigen Fruchtstand.
Die zwittrige Blüte ist vierzählig. Die vier Kelchblätter sind bei einer Länge von 1 bis 1,5 Millimetern breit-elliptisch und. Die vier weißen Kronblätter sind 1,5 bis 2,5 Millimeter lang und am oberen Ende gerundet.
Die fast waagrechten Stiele der Schötchen sind 5 bis 10 Millimeter lang und kahl. Die kahle Schötchen-Frucht ist bei einer Länge von 4 bis 6 Millimetern länglich-elliptisch. Der Griffel ist zur Fruchtreife bis zu 0,2 Millimeter lang.
Die Chromosomenzahl beträgt 2n = 32.

## Ökologie
Die Bestäubung erfolgt durch Insekten oder Selbstbestäubung.

## Vorkommen
Das Mauer-Felsenblümchen hat sein Hauptverbreitungsgebiet im Mittelmeerraum. In Mitteleuropa ist es selten. Die Vorkommen in Mitteleuropa gelten teils als indigen, teils als neophytisch.
Das Mauer-Felsenblümchen wächst in Magerrasen, in Erdanrissen, auf Böschungen und Mauern, in Gebüschen. Es gedeiht am besten  auf mäßig trockenen bis frischen, mäßig nährstoffreichen, meist kalkhaltigen Böden. Es ist auf die colline Höhenstufe beschränkt. Lokal ist es eine Charakterart des Anarrhinetum aus dem Verband des Galeopsion segetum, kommt aber auch in Pflanzengesellschaften des Verbands Alysso-Sedion vor.
Die ökologischen Zeigerwerte nach Landolt et al. 2010 sind in der Schweiz: Feuchtezahl F = 2+ (frisch), Lichtzahl L = 4 (hell), Reaktionszahl R = 4 (neutral bis basisch), Temperaturzahl T = 4+ (warm-kollin), Nährstoffzahl N = 3 (mäßig nährstoffarm bis mäßig nährstoffreich), Kontinentalitätszahl K = 2 (subozeanisch).

## Taxonomie
Die Erstveröffentlichung erfolgte 1753 unter dem Namen (Basionym) Draba muralis von Carl von Linné in Species Plantarum, Tomus II, S. 642. Dies ist bei den meisten Autoren der akzeptierte Name.
Sie wurde 1868 durch Jules Pierre Fourreau (1844–1871) in Annales de la Société Linnéenne de Lyon, Series 2, Vols. 16, S. 335 als Drabella muralis (L.) Fourr. in die von ihm selbst aufgestellte Gattung Drabella (DC.) Fourr. gestellt. Weitere Synonyme für Drabella muralis (L.) Fourr. sind: Draba nemoralis All., Draba ramosa Gatereau Drabella columnae Bubani. Dies ist bei vielen Autoren aber nicht der akzeptierte Artnamen.